# Lindmania serrulata
Lindmania serrulata är en gräsväxtart som beskrevs av Lyman Bradford Smith. Lindmania serrulata ingår i släktet Lindmania och familjen Bromeliaceae. Inga underarter finns listade i Catalogue of Life.